# 呂号第五十七潜水艦
|          |                                                                |
| 艦歴     |                                                                |
| 計画     | 大正7年度計画                                                  |
| 起工     | 1920年11月20日                                                 |
| 進水     | 1921年12月3日                                                  |
| 就役     | 1922年7月30日                                                  |
| 除籍     | 1945年11月20日                                                 |
| その後   | 1945年5月1日予備艦 戦後、米軍により海没処分                    |
| 性能諸元 |                                                                |
| 排水量   | 基準：889トン 常備：920.1トン 水中：1,102.7トン                |
| 全長     | 72.72m                                                         |
| 全幅     | 7.16m                                                          |
| 吃水     | 3.96m                                                          |
| 機関     | ヴィッカース式ディーゼル2基2軸 水上：2,400馬力 水中：1,600馬力 |
| 速力     | 水上：17.1kt 水中：9.1kt                                       |
| 航続距離 | 水上：10ktで5,500海里                                          |
| 燃料     | 重油：98トン                                                   |
| 乗員     | 46名                                                           |
| 兵装     | 短8cm高角砲1門 53cm魚雷発射管 艦首4門 魚雷8本                  |
| 備考     | 安全潜航深度：60m                                              |

呂号第五十七潜水艦（ろごうだいごじゅうしちせんすいかん）は、日本海軍の潜水艦。呂五十七型潜水艦（L3型）の1番艦。竣工時の艦名は第四十六潜水艦。

## 艦歴
1920年（大正9年）11月20日、三菱神戸造船所で起工。1921年（大正10年）12月3日進水。1922年（大正11年）7月30日竣工。竣工時の艦名は第四十六潜水艦、二等潜水艦に類別。 1924年（大正13年）11月1日、呂号第五十七潜水艦に改称。1938年（昭和13年）6月1日、艦型名を呂五十七型に改正。
太平洋戦争では艦齢延長工事を実施し、呉防備隊に配属。日本近海の作戦に従事。終戦時、小豆島で甲標的の訓練支援。1945年（昭和20年）11月20日除籍。戦後、呉付近で米軍により海没処分。

## 歴代艦長
※艦長等は『日本海軍史』第9巻・第10巻の「将官履歴」及び『官報』に基づく。

### 艤装員長
- （心得）荻野仲一郎 大尉：1922年3月1日[8] - 1922年7月30日[9]

### 艦長
- （心得）荻野仲一郎 大尉：1922年7月30日[9] - 1922年12月1日[10]
- 荻野仲一郎 少佐：1922年12月1日[10] - 1923年12月1日[11]
- 渡部徳四郎 少佐：1923年12月1日[11] - 1924年5月30日[12]
- （心得）森野草六郎 大尉：1924年5月30日 - 1925年12月1日
- 森徳治 少佐：1925年12月1日 - 1928年12月10日
- （兼）阿部信夫 少佐：1928年12月10日[13] - 1929年11月1日[14]
- 佐藤寅治郎 少佐：1929年11月1日 - 1931年9月10日
- 宮崎武治 少佐：1931年9月10日 - 1933年1月21日
- （兼）大山豊次郎 少佐：1933年1月21日[15] - 1933年3月25日[16]
- 藤井明義 大尉：1933年3月25日 - 1935年2月28日
- 勝見基 少佐：1935年2月28日[17] - 1935年10月31日[18]
- （兼）七字恒雄 少佐：1935年10月31日[18] - 1935年11月15日[19]
- 小泉騏一 少佐：1935年11月15日[19] - 1936年2月15日[20]
- 稲田洋 大尉：1936年2月15日[20] - 1936年12月1日[21]
- 田上明次 少佐：1938年11月1日[22] - 1939年3月20日[23]
- 宇野乙二 少佐：1939年3月20日[23] - 1940年3月20日[24]
- 黒川英幸 少佐：1940年3月20日[24] - 1940年7月26日[25]
- 田中万喜夫 少佐：1940年7月26日[25] - 1940年10月15日[26]
- 宇津木秀次郎 少佐：1940年10月15日[26] - 1941年1月31日[27]
- 北村惣七 少佐：1941年1月31日[27] - 1941年10月31日[28]
- 長井勝彦 少佐：1941年10月31日[28] - 1942年1月31日[29]
- 栗山重志 少佐：1942年1月31日[29] -
- （兼）楢原省吾 大佐：1943年5月18日 - 1943年9月1日